# Whyalla Conservation Park
Whyalla Conservation Park är en park i Australien. Den ligger i delstaten South Australia, omkring 240 kilometer nordväst om delstatshuvudstaden Adelaide.
Närmaste större samhälle är Whyalla, nära Whyalla Conservation Park.
Runt Whyalla Conservation Park är det i huvudsak tätbebyggt. Genomsnittlig årsnederbörd är 407 millimeter. Den regnigaste månaden är maj, med i genomsnitt 71 mm nederbörd, och den torraste är oktober, med 9 mm nederbörd.